# Bresedium
Bresedium is een geslacht van kreeftachtigen uit de klasse van de Malacostraca (hogere kreeftachtigen).

## Soorten
- Bresedium brevipes (de Man, 1889)
- Bresedium philippinense (Rathbun, 1914)
- Bresedium sedilense (Tweedie, 1940)